# Mut (Mersin)
Pour les articles homonymes, voir Claudiopolis.
Mut est une ville de Turquie, sous-préfecture de la province de Mersin.
L'ancien nom de Mut peut avoir ete Kardabounda jusqu'à la colonisation romaine qui lui fit prendre le nom de Colonia Julia Augusta Felix Ninica Claudiopolis sous l'empereur Claude. On parle plus couramment de Claudiopolis de Cilicie.

## Géographie
La population du district était estimée à 64 602 hab. dont 29 477 hab. dans la ville de Mut en 2008.
C'est une des villes les plus chaudes de la Turquie (44 °C en été).